# 張家港市
張家港市（ちょうかこう-し）は中華人民共和国江蘇省に位置する省直轄の県級市であり、しばらく蘇州市に代理管轄されている。

## 行政区画
- 街道：金港街道、後塍街道、徳積街道
- 鎮：楊舎鎮、塘橋鎮、錦豊鎮、楽余鎮、鳳凰鎮、南豊鎮、大新鎮
- 張家港経済技術開発区
- 双山島旅游度假区
- 張家港現代農業示範園区（旧江蘇国営常陰沙農場）

## 歴史
張家港市の北部はもともと長江の一部であり、近年になり陸地化した。南部は張家港市の周辺の地区とともに発展した。張家港市に最初に現れた人類の活動は、新石器時代の馬家浜文化以前にまで遡る。殷の時代の末期より、呉に属した。秦の時代には会稽郡が設置され、西晋の時代には曁陽県が設置され、南朝梁の時代に、梁豊県が設置された。隋唐の後、常熟・江陰の両県に属し、清から中華民国の時代には常通港以北は南通県に属した。
日中戦争の時期には、中国共産党は北部の沙洲地区に沙洲県を、南部及び常熟・江陰の両県との境界に、虞西県をかつて一度設置した。解放後、東部は常熟県に西部は江陰県に属した。
1962年、江陰県より九つの人民公社、常熟県より一つの人民公社を抜き出し、沙洲県を建設し、蘇州地区に属した。張家港はこれより、1県級行政単位となった。
1986年9月、中華人民共和国国務院は沙洲県を廃止し、蘇州市に属する張家港市を改めて設置した。
2004年、江蘇省農墾区画に属する旧江蘇国営常陰沙農場を張家港市の管理下においた。

## 地理・気候
張家港市の南東部は常熟市と、西部は江陰市と接し、北部は長江をはさんで南通市、如皋市及び靖江市を望む。
張家港市は長江下流の沖積平野にあり、亜熱帯海洋性気候に属し、年平均気温は15.5℃である。

## 方言
張家港市には7つの方言、江南方言、崇明方言、老沙方言、錫北方言、澄東方言、虞西方言、江北方言などが存在する。

## 交通
張家港市は上海市から98.1キロメートル、蘇州市から58キロメートル、無錫市から40キロメートル、常州市から70キロメートル、南通市から30キロメートル、南京市から200キロメートル、無錫空港から98キロメートル、上海虹橋国際空港から98キロメートル、上海浦東国際空港から150キロメートル、南京禄口国際空港から200キロメートルの位置にある。
張家港港は長江に沿って60キロメートルに渡り、1万トン級以上の船舶が停泊できる沿岸が33キロメートルある。2006年の貨物出入量は10035万トンになり1億トンを突破し、そのうち、海上コンテナは46万箱に達した。
2020年7月1日、長江対岸の南通市とを結ぶ滬通長江大橋が開通した。

### 道路
- 高速道路
  - 常合高速道路
  - 通錫高速道路
  - 張家港港疏港高速道路
- 国道
  - G204国道

### 鉄道
張家港市には長らく旅客鉄道が存在しなかったが、2020年に初の旅客駅である張家港駅が開業した。
- 張家港駅（中国語版） - 滬蘇通線（中国語版）・滬寧沿江高速鉄道

## 工業
張家港市は2007年中国百強県の第3位に入り、全国で唯一、内河保税区を持つ。十大集団企業として、江蘇沙鋼集団（zh）、東海糧油、華芳、永鋼、牡丹（自動車メーカー）、張銅、澳洋、華潤（ガラスメーカー）、聯合銅業、駿馬化繊がある。
江蘇沙鋼集団は、中国第3位の私営企業であり、蘇南地区では最大の企業である。2007年には世界8位の粗鋼生産量を記録した。東海糧油はアジア最大の食用油の生産基地である。
その他の企業には、金陵体育（スポーツ用品メーカー）などがある。

## 教育
- 沙洲工学院：1984年設立の県立大学である。
- 国家級重点中学として梁豊高級中学、其余高級中学があり、ソフトウェア、ハードウェアの設備が充実している。

## 都市の風貌
張家港市は、過去に「国家衛生都市」、「全国環境保護模範都市」、「全国文化先進県（市）」、「全国計画出産優質服務示範都市」、「全国双擁模範都市」を獲得し、市内にある全ての鎮は全て「国家衛生鎮」となっている。

## 出身者
- 袁琦琦 - 陸上競技選手[2]。
- 袁家驊 - 言語学者。